# Loumpini
Loumpini est une localité située dans le département de Bouroum de la province du Namentenga dans la région Centre-Nord au Burkina Faso. 

## Géographie
Loumpini se trouve à 5 km à l'est de Retkoulga, à 8 km au nord-est de Bouroum, le chef-lieu du département, et à 50 km au nord de Tougouri.

## Économie
L'agro-pastoralisme est la principale activité du village.

## Éducation et santé
Le centre de soins le plus proche de Loumpini est le centre de santé et de promotion sociale (CSPS) de Retkoulga tandis que le centre médical (CM) de la province se trouve à Tougouri.
Depuis 2016, Loumpini possède une école primaire publique de trois classes.